# イブラヒム・ナシル
イブラヒム・ナシル・ランナバンデイリ・キレゲファン (Ibrahim Nasir Rannabandeyri Kilegefan, 1926年9月2日 - 2008年11月22日)は、モルディブの政治家で第二共和政初代大統領。
モルディブは1965年にイギリスから独立したが、当時のモルディブはスルタンであるムハンマド・ファリド・ディディを頂点とする君主国（モルディブ・スルターン国）であった。ナシルは1957年よりディディのもとで首相を務めたが、国民投票により、1968年11月11日にモルディブは共和制に移行。ナシルは初代大統領に就任した。
ナシル政権下、大きな陸地から離れたモルディブの国際的な知名度は上がり、国家の近代化も進んだ。島国の閉鎖的な社会を、観光を中心とする開かれた社会へと変貌させ、経済的な成長も概ね良好に達成された。また、モルディブに英語を基礎とした近代教育や、テレビ・ラジオを普及させたのもナシル政権である。だが一方、政治的には大統領による権威主義体制が敷かれ、政権への反対意見は容赦なく抹殺された。この体制は、1978年11月11日よりナシルに代わり政権を担当することとなったマウムーン・アブドル・ガユーム大統領の政権下でも続いた。
政権移譲後の1980年、ガユーム政権に対し反乱を企てるも、失敗に終わっている。
政権移譲後はシンガポールに亡命し、同国国民として生活していたが、2008年11月に現地で死去した。この時、首都マレの共和国広場には半旗が掲げられた。